# Kim Smith
Kimberly «Kim» Katherin Smith (Odessa, Texas; 3 de marzo de 1983) es una modelo y ocasional actriz estadounidense.

## Inicios en la moda
Kim Smith nació el 3 de marzo de 1983 en Odessa, Texas, donde vive actualmente Practica su deporte favorito, el golf, en el equipo de golf universitario. También está en la National Junior Honor Society y participa activamente en su comunidad. Sus compañeros le votaron como la más popular del año pasado. Atribuye a su educación, su hermano y sus amigos que son los que le han ayudado a mantenerse firme en la moda. Cree firmemente que fue muy bien educada, y escucha las sabias palabras de su padres con respeto. Su principal objetivo es terminar sus estudios y luego continuar con su carrera de modelo.

## Carrera en el modelaje
Comenzó su carrera profesional asistiendo a un Model Search America concursando con una amiga. Sin embargo no tenía intención de modelar, y estaba allí como una espectadora más. De hecho, cuando el presidente David Mogul la vio, le preguntó que porqué vino como una invitada, y le cambió rápidamente para que viniese como competidora. Fue entonces cuando ella firmó un contrato con Clipse management y Ty Kilinic en Dallas. Algunas de sus fotos de prueba fueron enviadas directamente a Paul Marciano, presidente y director creativo de Guess?. Fue un éxito inmediatamente, y le añadió a la campaña '99 de otoño en Hollywood.
Smith apareció en la edición de julio de 2005 de la revista Maxim, que se lo dedicó a las tropas estadounidenses que sirven al extranjero. Kim posó con insignias militares estadounidenses, incluyendo placas de identificación y un sombrero de camuflaje. La publicación quedó en el puesto #91 en su lista de 2006. Se presentará en Glamour en primavera, así como en anuncios de Neiman-Marcus.

## Carrera en la actuación
Entró al mundo del cine en 2002 haciendo un cameo en National Lampoon's Van Wilder como una atractiva alumna, seguido con un pequeño papel en 2004 en la película Catwoman como una modelo llamada Drina. En 2007, Smith tuvo un papel recurrente en la serie de televisión Friday Night Lights, basada en la película del mismo título.